# 다니엘 아브라모프스키
다니엘 아브라모프스키(마케도니아어: Даниел Аврамовски, 1995년 2월 20일 ~ )는 TFF 1. 리그 클럽 볼루스포르에서 공격형 미드필더로 활약하는 북마케도니아의 프로 축구 선수이다.

## 구단 경력

### 라보트니치키
스코페에서 태어난 아브라모프스키는 프르바 리가에서 라보트니츠키와 마케도니야 조르체페트로프와 함께 뛰었다. 아브라모프스키는 라보트니츠키에서 활약하는 동안 여러 유럽 클럽의 주목을 받을 정도로 명성을 쌓았고, 2012년 2월에는 리버풀과의 열흘간의 시범 경기에 초청받았다.

### 츠르베나 즈베즈다
2014년 7월, 그는 세르비아 클럽 츠르베나 즈베즈다와 3년 계약을 체결했다. 2014년 8월 30일, 아브라모프스키는 츠르베나 즈베즈다 데뷔 전에서 교체 선수로 출전한 지 10분 만에 스파르타크 수보티차와의 경기에서 1-0 승리의 유일한 골을 넣으며 득점했다.
아브라모프스키는 OFK 베오그라드로 임대되어, 2015-16년 시즌에 리그 22경기와 컵 2경기에 출전했다.
2016년 여름, 아브라모프스키는 츠르베나 즈베즈다로 돌아와 2016-17년 UEFA 유로파리그 시즌 2차 예선에 출전할 수 있는 자격을 얻었다. 하지만 부상 문제로 인해 그는 경기에 출전하지 못했고, 나머지 1년 동안 공식 경기 없이 보냈다. 이미 세르비아 수페르리가 출전 자격이 없었기 때문에 아브라모프스키는 계약을 해지하고 같은 해 12월에 클럽을 떠났다.

### 올림피야 류블랴나
2016년 12월 20일, 아브라모프스키는 슬로베니아로 이적하여 올림피야 류블랴나와 3년 반 계약을 체결했다.

#### 보이보디나로의 임대
세르비아 여름 이적 시장의 마지막 날, 아브라모프스키는 보이보디나와 바이아웃 옵션이 포함된 1년 임대 계약을 체결했다.

## 국가대표팀 경력
2014년 6월 18일, 그는 19세의 나이에 북마케도니아 국가대표팀으로 데뷔하여 중국 국가대표팀과의 친선 경기에서 2-0으로 패배했다.
그는 UEFA 유로 2020에서 북마케도니아 국가대표팀의 일원이었다. 이번 대회에서 그는 우크라이나와의 조별 리그 경기에 출전했지만 패배로 끝났다. 3경기에서 3패, 8골을 실점하고 단 2골만을 기록한 북마케도니아는 결국 1라운드에서 탈락했다.